# Okres Čang-chua
Okres Čang-chua (znaky 彰化縣, tongyong pinyin Jhanghuà siàn, tchajwansky Chiang-hòa-koān) je okres na Tchaj-wanu. Jeho sousedy jsou centrálně spravované město Tchaj-čung, okres Nan-tchou a okres Jün-lin. Okres je ze severu ohraničen řekou Ta-tu, z východu náhorní plošinou Pa-kua, z jihu řekou Čuo-šuej a ze západu Tchajwanský průlivem. V severozápadní části se nachází historicky významné přístavní město Lukang, které se díky dochovaných starých čtvrtí a chrámů stalo významnou turistickou destinací.